# Alfons Annys
Alfons René Maria Annys (* 11. Oktober 1892 in Brügge; † 15. Februar 1972 in Weimar) war ein belgischer Maler, Glasmaler, Architekt, Kunsthistoriker und Pädagoge, der sich 1945 in Weimar niederließ.

## Leben und Wirken
Alfons Annys wurde als 7. Kind des Glas- und Porträtmalers Oscar Camille Annys (1861–1901) und dessen Ehefrau Maria Paulina De Doncker (1857–1900) in Brügge (Belgien) geboren. Auch sein älterer Bruder Camiel Annys (1885–1955) erlernte den väterlichen Beruf des Glasmalers. Nach dem frühen Tod seiner Eltern begann Annys 15-jährig mit Porträtmalerei und erhielt verschiedene Preise. Nebenher interessierte er sich für die Kunstschätze in historischen Gebäuden und Kirchen, wobei er besonders den Glasfenstern seine Aufmerksamkeit widmete.
Von 1908 bis 1912 studierte Annys an der Akademie der Schönen Künste in Brügge Malerei, Architektur und Kunstgeschichte u. a. bei Flori van Acker und Hendrik Pickery. Um sein Wissen zu vertiefen, studierte er anschließend Kunststätten in Frankreich und Italien und besuchte die École des Beaux-Arts in Paris sowie die Accademia di Belle Arti in Florenz. Hier war es besonders die Mosaiktechnik, der sein Interesse galt. Nach seiner Rückkehr arbeitete er als Porträt- und Landschaftsmaler, ehe er das Arbeiten mit Glas (Glasmalerei, Glasbrennerei) zu seinem Hauptberuf machte. 1914 heiratete er Elisabeth Marie Josepha Verhelle (1893–1977). Die Ehe blieb kinderlos.
Von 1920 bis 1945 wohnte und arbeitete Annys in Brasschaat bei Antwerpen. Hier schuf er zwei monumentale Bilder von Brasschaat für die Weltausstellung 1930 in Antwerpen. Zur gleichen Zeit hatte er eine Ausstellung in der Galerie Salle Oor. Ab 1930 war er Professor an der Kunsthochschule Antwerpen und Direktor eines Ateliers für monumentale Kunst (Liturgisch studio Sint Alfonsus). Da er mit flämisch-nationalistischen Kreisen sympathisierte, wurde er zum Zeitpunkt der deutschen Invasion im Mai 1940 von der belgischen Regierung verhaftet und nach Frankreich deportiert. Sein Atelier und viele seiner Arbeiten wurden stark beschädigt oder zerstört. Nach seiner Freilassung im Sommer 1940 setzte er seine Arbeit unter deutscher Besatzung fort. Im September 1944 erfolgte seine Evakuierung nach Deutschland, wo er sich 1945 schließlich in Weimar niederließ. Hier betrieb er das St. Lukas Institut und Atelier für monumentale Kunst und Baukunst u. a. mit einer Werkstatt für Glasmalerei, in der vor seinem Studium auch der spätere Künstler Fridolin Frenzel arbeitete. Annys bearbeitete Aufträge für Kirchenausbauten, Restaurierung von Kunstdenkmalen, Glasmalerei und Bildhauerei. 1952 plante er die Umwandlung des Instituts in ein Deutsches Forschungsinstitut für monumentale Baukunst und bildende Künste, was jedoch aus finanziellen Gründen scheiterte. An der Volkshochschule Weimar lehrte er Perspektive (Mappe Grundlage der Perspektive). Bis 1951 war er Mitglied im Verband Bildender Künstler Deutschlands (VBKD).
In Weimar wurde Annys Mitglied der CDU (DDR). Hier starb er auch 1972. Die gemeinsame Grabstätte mit seiner Frau befindet sich auf dem Weimarer Hauptfriedhof.

## Werk
Annys war ein vielseitiger Künstler. Neben seinen Glasarbeiten betätigte er sich als Architekt, Dekorateur, Kunstmaler, Freskenmaler, Radierer und Illustrator. Über seine künstlerische Arbeit ist relativ wenig bekannt und erhalten. Wirksam war er besonders auch als Kunstpädagoge und Kunsthistoriker. Glasfenster von ihm befinden sich in ganz Flandern, aber auch in Stockholm, Montreal, Quebec, in Deutschland, England und Frankreich. Für die Zeit nach 1945 gibt es Nachweise für eine Reihe von Glasfenster-Entwürfen, über deren Realisierung aber wenig bekannt ist.
Beispiele:
- Herz-Jesu-Basilika Antwerpen (1933)
- Liebfrauenkathedrale Antwerpen-Berchem (1937/38)[9]
- Karmelitenkloster Antwerpen
- St.-Michael-und-St.-Petrus Kirche (Seitenkapelle) Antwerpen (1939)[11]
- St.-Servatius Kirche Ravels (1945)
- St.-Nikolaus Kirche Putte
- Entwürfe für St.-Mauritius-Kirche Frauenprießnitz (um 1947)
- Entwürfe für St.-Johannes-Baptist-Kirche Jena (um 1947)

## Ausstellungen
- 1930: Galerie Salle Oor, Antwerpen (Einzelausstellung)
- 1946: Weimarer Künstler stellen aus, Thüringisches Landesmuseum Weimar[12]